# Suddenly (chanson de Toni Braxton)
Pour les articles homonymes, voir Suddenly.
Singles de Toni Braxton
Take This Ring
(2005) The Time of Our Lives
(2006)
Suddenly est une chanson de la chanteuse Toni Braxton, sortie en Février 2006. Quatrième single extrait de l'album Libra, elle est écrite et composée par Richard Marx.

## Composition
Suddenly est un titre Lounge qui parle de rupture.

## Performance commerciale
La chanson ne parvient pas à se classer dans les charts.

## Vidéoclip
Il n'y a pas de vidéoclip pour cette chanson.

## Pistes et formats
1. "Suddenly" (Radio Edit) – 3:37
2. "Suddenly" – 4:43